# Schloss Stedten

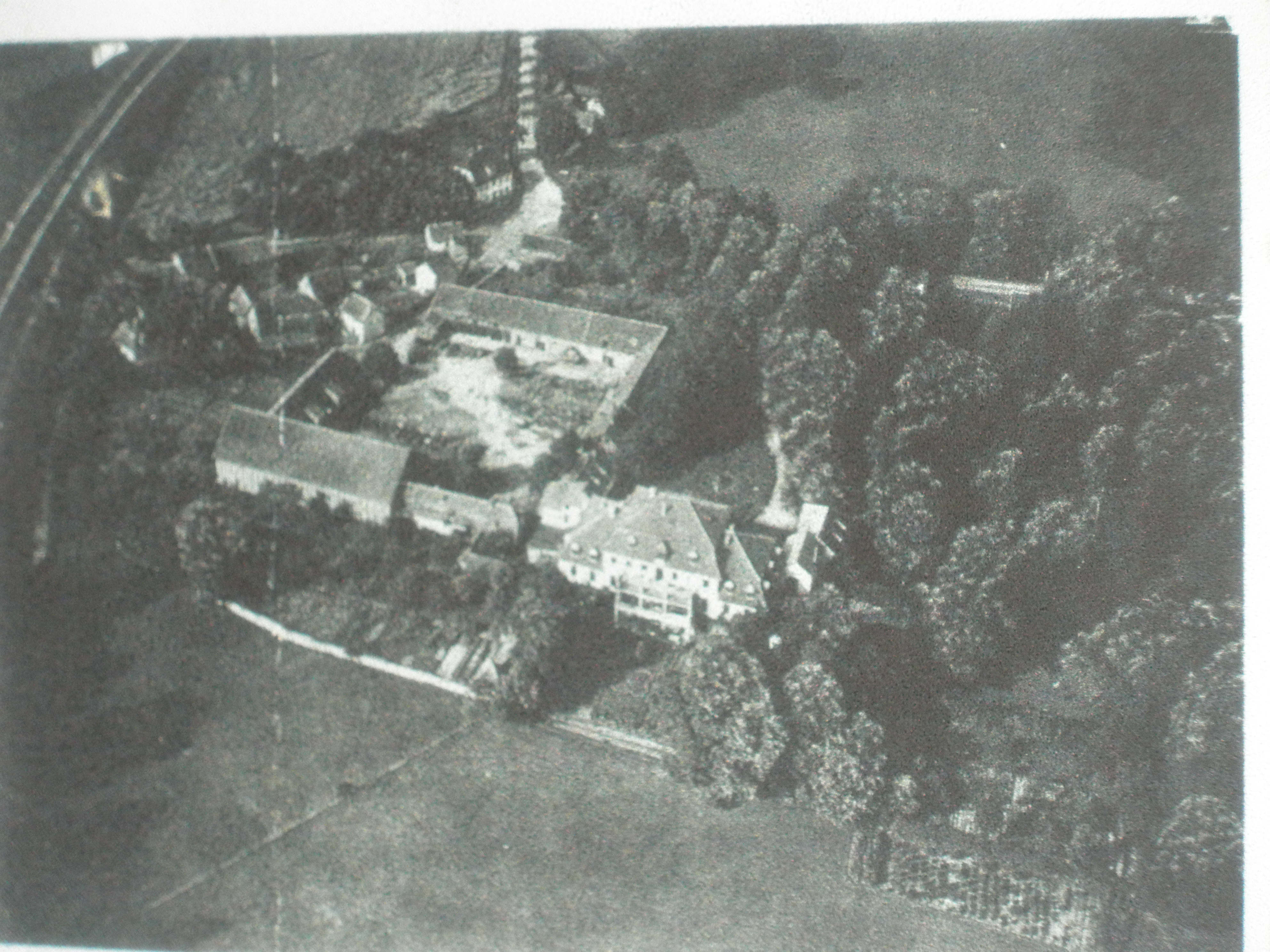
Schloss und Gut Stedten in 1930er Jahren

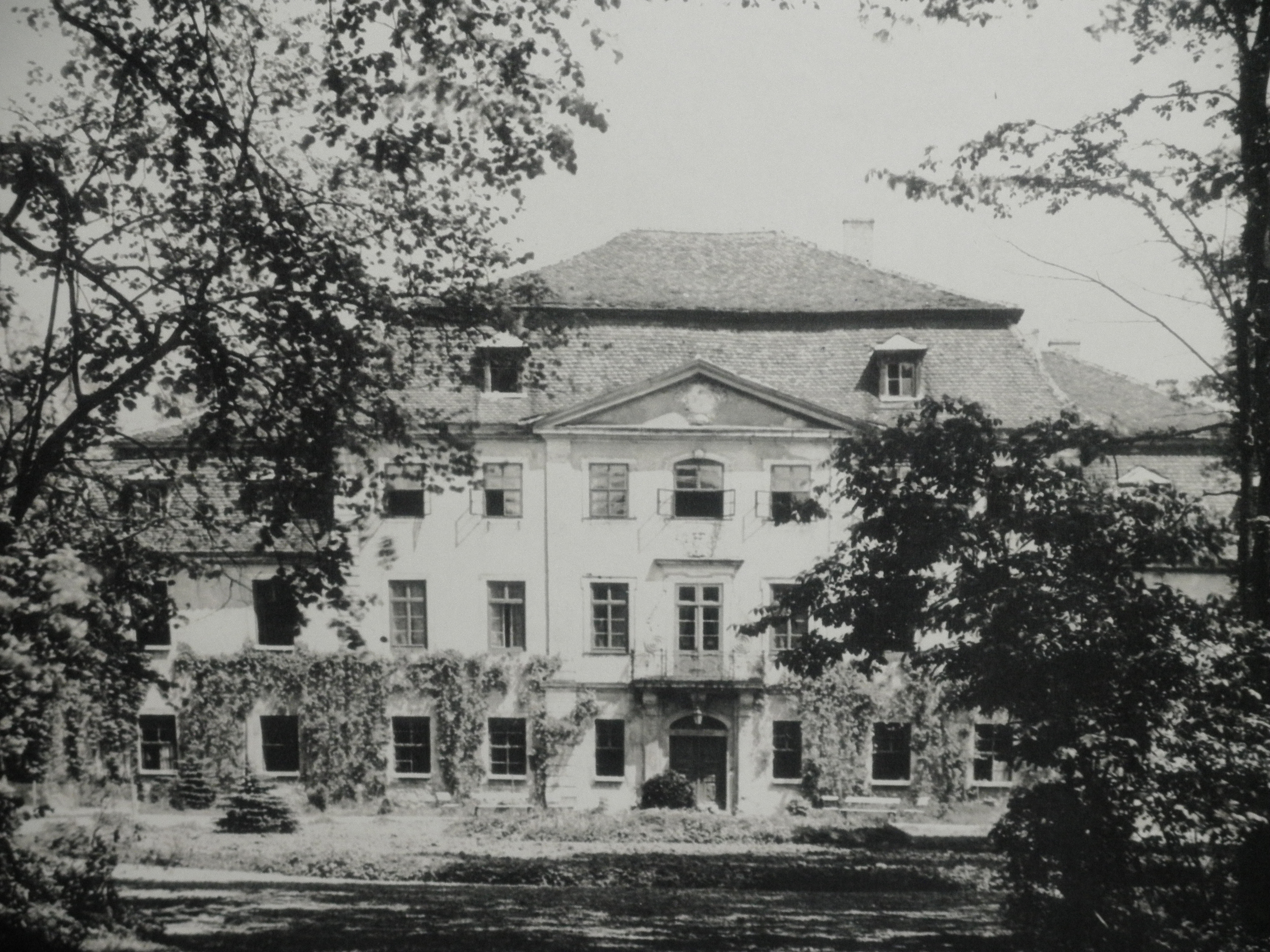
Schloss Stedten vor dem Abriss 1948

Schloss Stedten war ein barockes Schloss im Erfurter Ortsteil Bischleben-Stedten, das von 1735 bis 1948 bestand.

## Geschichte
1735 erwarb Christoph Dietrich Keller das Gut Stedten und ließ hier anstelle einer älteren Wasserburg für seine Familie ein barockes Schloss errichten. Zwei Jahre später wurde er von Kaiser Karl VI. als Reichsritter geadelt.
Sein Sohn Dorotheus Ludwig Christoph Graf von Keller hielt mit Christoph Wieland und Johann Wolfgang Goethe freundschaftliche Beziehungen. So las 1775 Goethe im Schloss der Familie von Keller aus seinem Urfaust vor. 1789 wurde Christoph von Keller in den Grafenstand erhoben.
1844 erfolgte der Baubeginn der Thüringer Eisenbahn von Erfurt nach Gotha, die auch durch die Gemarkung Stedten führte. Gustav Graf von Keller wurde erster Thüringer Eisenbahndirektor. Vier Jahre später vertrat er Erfurt auf der Frankfurter Nationalversammlung.
1938 übernahm Franz Graf von Keller nach dem Tode des alten Grafen Schloss und Rittergut in Stedten, das seit 1923 zu Bischleben gehörte. Im Zweiten Weltkrieg fanden bis 130 Flüchtlinge aus den Ostgebieten Unterkunft in Schloss und Gut. Der Graf war zeitweise im Zuchthaus Gräfentonna interniert.
Am 10. September 1945 kam es durch die Verordnung der Thüringer Landesverwaltung der SMAD zur Bodenreform. Die Grafen von Keller wurden entschädigungslos enteignet und vertrieben. Wenige Meter vom Dorf entfernt wurden sie noch überfallen und ausgeraubt. Anschließend wurde der Grundbesitz aufgeteilt und zunächst die Gutsgebäude abgetragen.
1948 wurde auf der Grundlage des sowjetischen Befehls 209 zur Beseitigung deutscher Adelssitze auch das Schloss Stedten gesprengt und abgerissen. Wertvolle Kulturgüter, Gemälde, Bibliothek und Archiv (diese reichten bis ins 16. Jahrhundert zurück) gingen in unbekannten Besitz über oder wurden zerstört. Jahrelang hatte es Widerstand gegen den Abriss durch Stedtener Bürger, Persönlichkeiten aus Kultur und Kirchen und nicht zuletzt von Flüchtlingen und Vertriebenen gegeben. Der Bestand Gutsarchiv Stedten wurde 2003 vom Thüringischen Staatsarchiv Gotha an das Stadtarchiv Erfurt abgegeben.
1999 gründete sich ein „Freundeskreis Schloss Stedten e. V.“, um die Erinnerung an das Schloss und seine Bewohner zu pflegen.